# Каламін
Каламін (також каламіновий лосьйон) — це препарат, виготовлений із порошкоподібного мінералу каламіну, який використовується для лікування легкого свербіння. Умови, які лікуються, включають сонячні опіки, укуси комах, отруйний плющ, отруйний дуб та інші легкі захворювання шкіри. Це також може допомогти висушити подразнення шкіри. Його наносять на шкіру у вигляді крему або лосьйону.